# Nationalsozialistische Volkswohlfahrt

Abzeichen der NS-Volkswohlfahrt

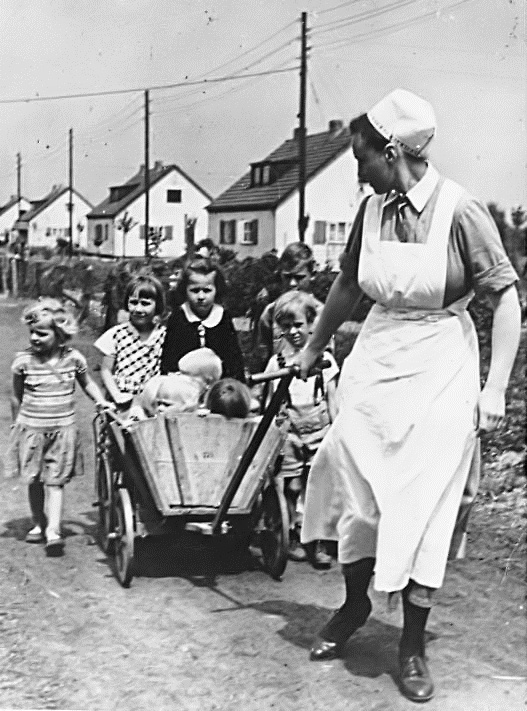
NSV-Schwester mit Kindern, 1943

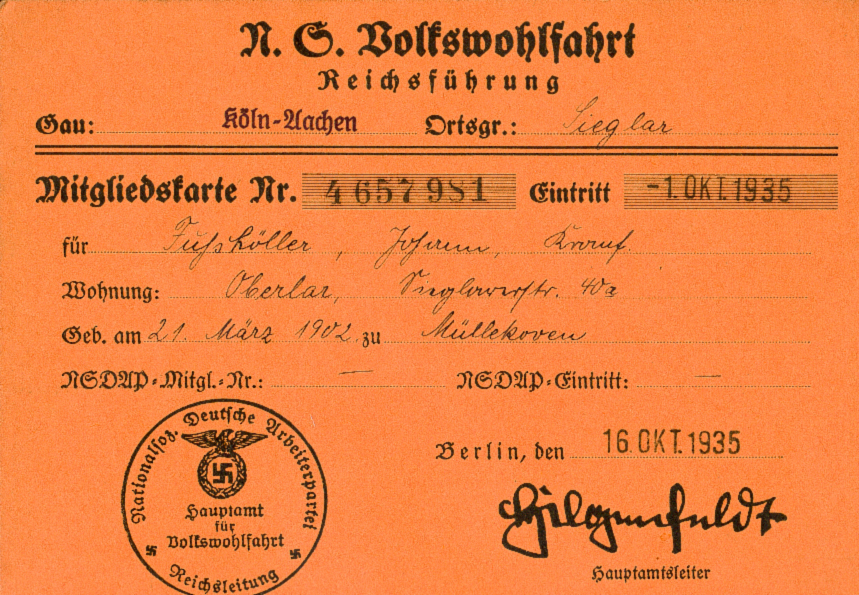
NSV-Mitgliedsausweis

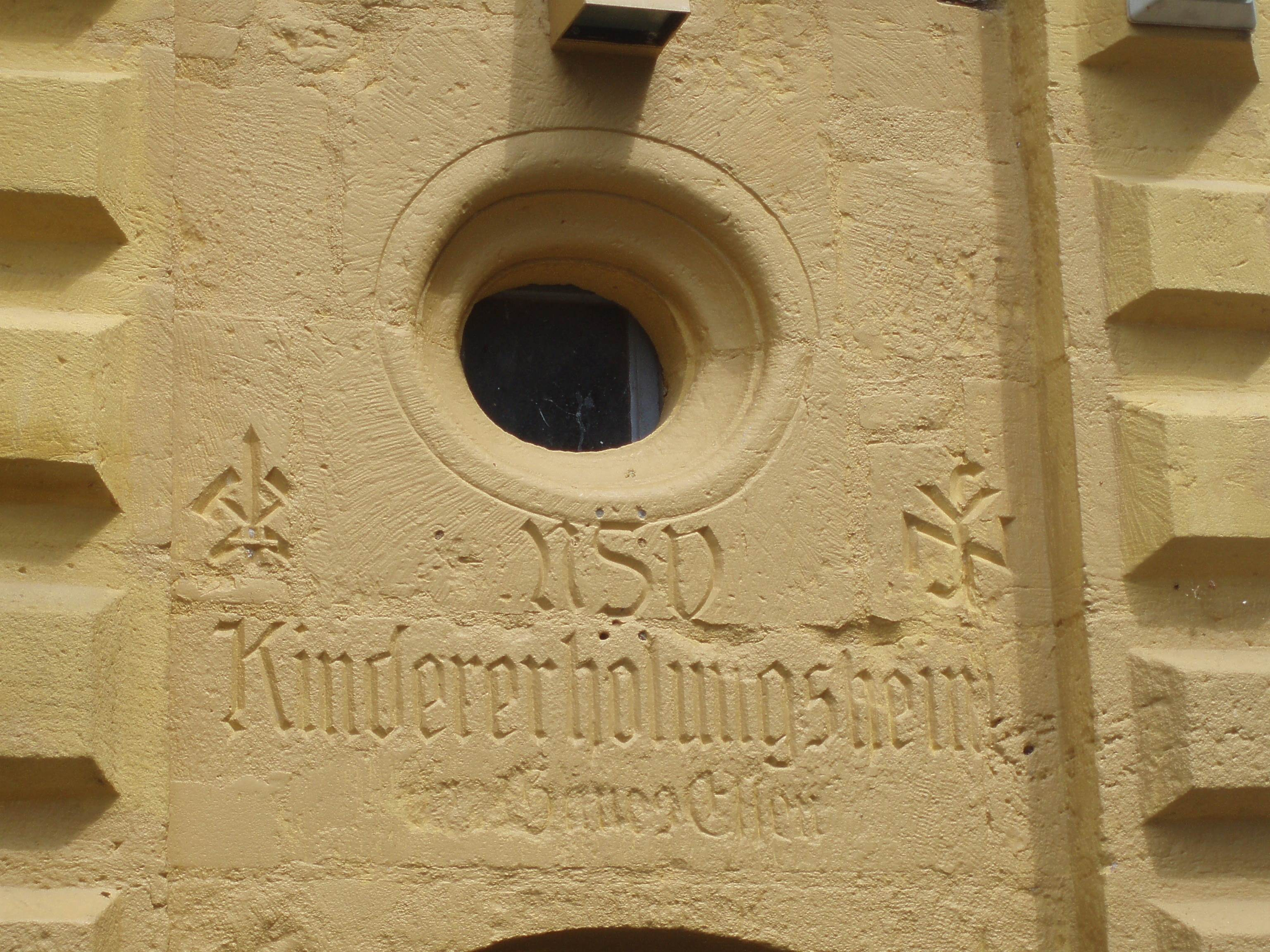
Inschrift am früheren NSV-Kindererholungsheim des Gaues Essen in Marisfeld

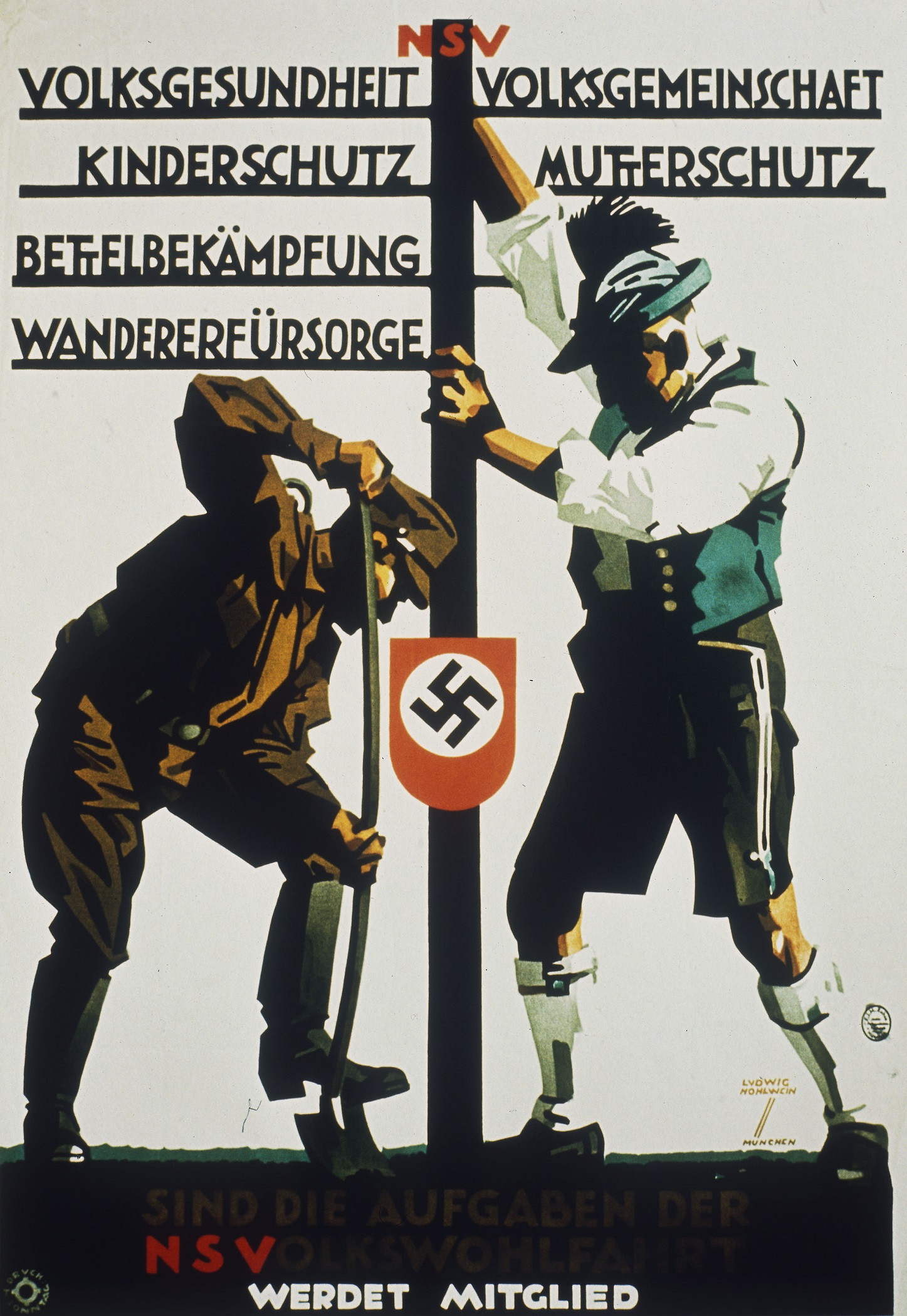
Plakat, NS Volkswohlfahrt

Die Nationalsozialistische Volkswohlfahrt (abgekürzt NSV), kurz NS-Volkswohlfahrt, war ein am 18. April 1932 gegründeter eingetragener Verein. Am 10. April 1935 wurde die NS-Volkswohlfahrt e. V. zu einem der NSDAP angeschlossenen Verband. Ihr Leiter war Erich Hilgenfeldt. Der Sitz befand sich in Berlin-Wilmersdorf, dessen Gebäudekomplex von dem Architekten Hugo Constantin Bartels stammt.

## Organisation und Geschichte
Zunächst hatte die Wohlfahrtspflege innerhalb der Partei kaum eine Lobby, weswegen auch keine Wohlfahrtsorganisation, wie bei anderen Parteien, gegründet wurde. Mit der Zeit bemerkte man allerdings, dass mildtätige Leistungen bei der Bevölkerung ausgezeichnet ankamen und man diese für die parteieigene Propaganda gut ausschlachten konnte. Darauf reagierend wurde der NSV im September 1931 in Berlin als lokaler Selbsthilfeverein gegründet. Die zunächst noch regional agierende NSV konnte in der Folgezeit gute Erfolge verbuchen, womit sie allerdings in den Reihen der NSDAP auch Missgunst erntete. So wurde ihr zum Beispiel Ende 1932 verboten sich nationalsozialistisch zu nennen. Dieses Verbot wurde kurze Zeit darauf wieder rückgängig gemacht und im Nachhinein als Missverständnis heruntergespielt oder auch nach der parteiamtlichen Anerkennung des Vereins durch Hitler, die am 3. Mai 1933 erfolgte, dieser als ihr eigentlicher Gründer dargestellt. Sie wurde bei der parteiamtlichen Anerkennung für „zuständig für alle Fragen der Volkswohlfahrt und Fürsorge“ erklärt.
Im Zuge der Gleichschaltung mit dem Verbot der Arbeiterwohlfahrt trat die NSV als Staatsorganisation und Verein neben die sieben verbliebenen Wohlfahrtsorganisationen.
Am 14. August 1933 wurde in einer außerordentlichen Sitzung die Satzung des Vereins geändert. Die NSV wurde mit der neuen Satzung darauf ausgerichtet, „die lebendigen, gesunden Kräfte des deutschen Volkes zu entfalten und zu fördern“. Darin war außerdem bestimmt, dass sie die „Gesundheitsführung des deutschen Volkes“ übernehme.
Zwar gelang der NSV trotz des Verbotes der Arbeiterwohlfahrt nicht die Monopolisierung der gesamten freien Wohlfahrt, jedoch wurden ursprünglich führende Verbände wie das Deutsche Rote Kreuz (DRK), die evangelische Diakonie oder die katholische Caritas zurückgedrängt.
Die Struktur der NSV glich dem Aufbau der NSDAP mit Orts-, Kreis- und Gruppenverwaltungen. Sie untergliederte sich in sechs „Ämter“: Organisation, Finanzverwaltung, Wohlfahrtspflege und Jugendhilfe, Volksgesundheit, Propaganda und Schulung. Die NSV erhielt ihre Richtlinien vom (dem Kreisleiter unterstellten) „Hauptamt für Volkswohlfahrt“. Mitte 1939 bestand die NSV aus 40 Gau-, 813 Kreis-, 26138 Ortsverwaltungen, 97161 Zellen und 511689 Blocks.
Die NSV war ab 1933 Herausgeber der Monatsschrift Nationalsozialistischer Volksdienst und ab 1936 der Buchreihe Ewiges Deutschland. Das zur NSV gehörende Hilfswerk für die deutsche bildende Kunst richtete eine große Zahl von Kunstausstellungen aus.
Von 1935 bis 1937 trafen die meisten Kommunen Vereinbarungen, mit denen bestimmte Aufgaben der Jugendhilfe an die NSV übertragen wurden.
Den in der Satzung vorgesehenen Anspruch der „Gesundheitsführung des deutschen Volkes“ musste sie jedoch zugunsten des Hauptamts für Volksgesundheit der NSDAP aufgeben.
Solange die Massenarbeitslosigkeit noch bestand, half die NSV bedürftigen Familien auch finanziell, danach (etwa ab 1938) verlagerte sie sich auf reine Dienstleistungen.
In diesem Zusammenhang betrieb die NSV Kindergärten, die in Konkurrenz zu vergleichbaren kirchlichen Einrichtungen traten. Parteimitglieder brachten ihre Kinder in die neuen NSV-Kindergärten mit ihrem Hitlerkult-Motto: „Händchen falten, Köpfchen senken – immer an den Führer denken. Er gibt euch euer täglich Brot und rettet euch aus aller Not.“
Finanziert wurde der Verein aus Spenden und den Beiträgen ihrer zahlenden Mitglieder. Ende 1938 gab es etwa eine Million ehrenamtliche Mitarbeiter der NSV. Zu Kriegsbeginn zählte die NSV elf Millionen Mitglieder.
Im Verlauf des Zweiten Weltkrieges übernahm die NSV immer mehr (eigentlich staatliche) Aufgaben, vor allem im Bereich der Kinder- und Jugendarbeit. Sie organisierte ab 1940 zudem die Kinderlandverschickung für Kinder unter zehn Jahren. Eines der bekannteren NSV-Hilfswerke wurde „Mutter und Kind“ genannt. Dieses betreute die „arischen“ Frauen während der gesamten Schwangerschaft wie auch nach der Geburt des Kindes. Mütter wurden auch weiterhin in Notfällen finanziell unterstützt. In den Kindergärten und Mütterheimen der NSV fand die Betreuung ihre Fortsetzung. Der NSV wurden aus erfolgten Massenerschießungen 1941 in Babyn Jar und Schytomyr 137 Lastwagen mit Kleidern von Erschossenen übergeben, die größtenteils nach Desinfektion an Volksdeutsche gingen.
1943 zählte die NSV 17 Millionen Mitglieder und war zahlenmäßig nach der DAF die zweitgrößte Organisation des NS-Staates.
Mit dem Kontrollratsgesetz Nr. 2 (Auflösung und Liquidierung der Naziorganisationen)  vom 10. Oktober 1945 verbot der Alliierte Kontrollrat die NSV und beschlagnahmte ihr Eigentum.
Das Verwenden des oben abgebildete Symbols des NSV ist nach dem aktuellen Recht Deutschlands nach dem Straftatbestand Verwenden von Kennzeichen verfassungswidriger und terroristischer Organisationen gemäß § 86 StGB zu beurteilen.

## Hilfswerke und Dienstleistungen
Folgende Hilfswerke und Institutionen unterstanden der NSV:
- Adolf-Hitler-Freiplatzspende
- Bahnhofsdienst
- Ernährungshilfswerk
- Gemeindepflegestationen
- Haushaltshilfe
- Hilfswerk für die deutsche bildende Kunst (1937 gegründete Hilfseinrichtung für bedürftige Künstler)[14]
- Hilfswerk Mutter und Kind
- Jugendhilfe
- Kindergarten
- Kinderlandverschickung
- motorisierte Zahnstationen
- Mütterdienst im Deutschen Frauenbund
- Reichsverband Deutscher Jugendheimstätten e. V.
- Tuberkulosehilfswerk
- Winterhilfswerk

## Kennzeichen verfassungswidriger Organisationen
Die Verwendung des Abzeichens der NSV kann als Verwendung von Kennzeichen verfassungswidriger Organisationen bestraft werden.